# Titolo di viaggio

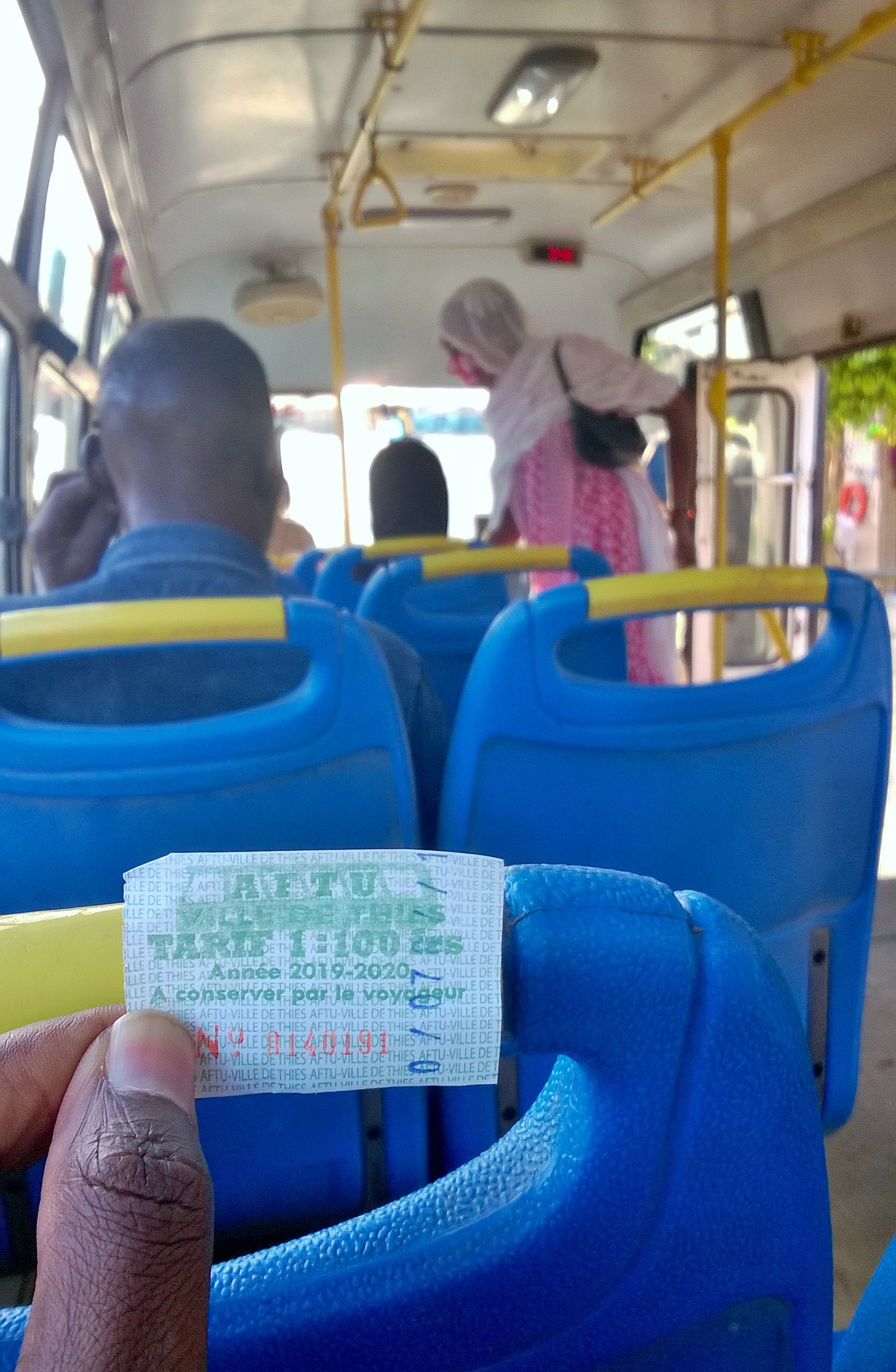
Titolo di viaggio in Senegal.

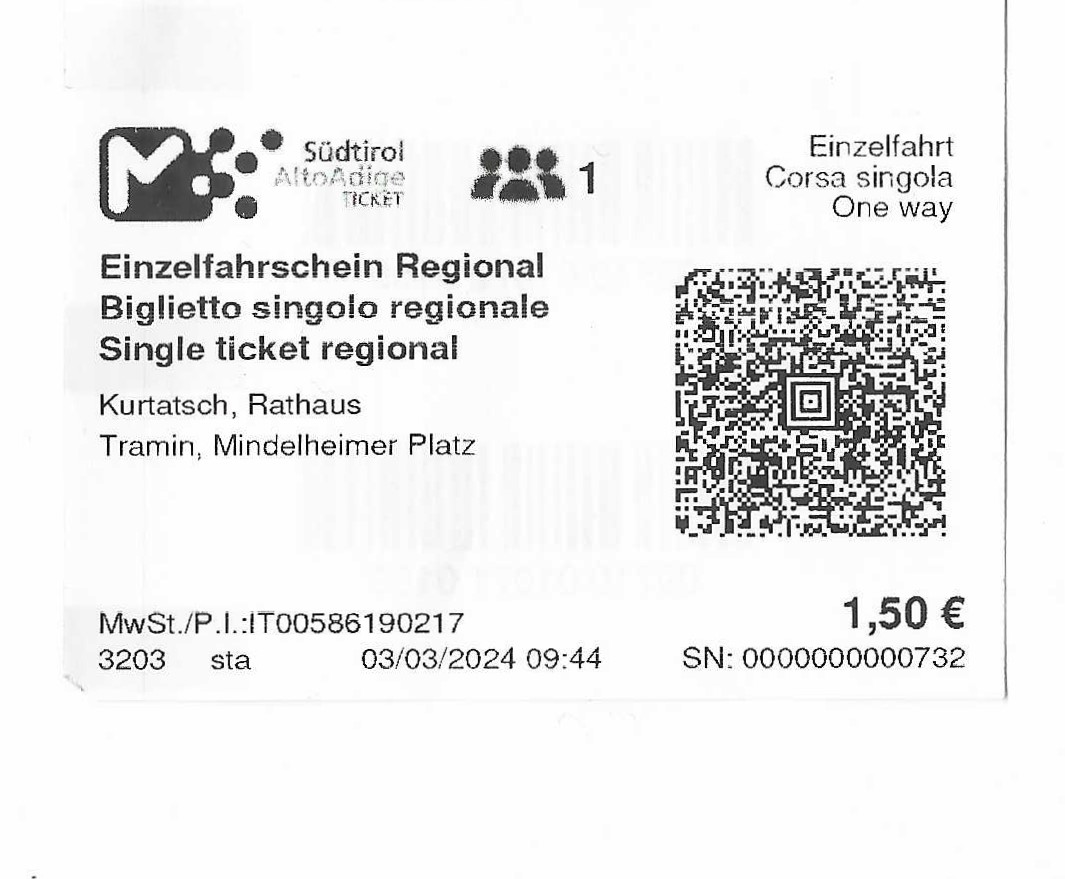
Titolo di viaggio in Provincia di Bolzano con QR code stampato

Il titolo di viaggio, o più comunemente biglietto, corrisponde ad un'imposta da pagare per usufruire del servizio di trasporto pubblico come autobus, tram e alcuni tratti ferroviari urbani. 
Il titolo II del DPR 11 luglio 1980, n. 753, "Nuove norme in materia di polizia, sicurezza e regolarità dell'esercizio delle ferrovie e di altri esercizi di trasporto", disciplina le regole per gli utenti e il personale di servizio nei vettori di trasporto pubblico.
Per dimostrare l'avvenuto pagamento la legge obbliga le società di trasporto pubblico locali all'immissione nel mercato di particolari ticket che variano dal tipo di trasporto alla lunghezza della tratta. Un titolo di viaggio però non abilita ad usufruire in modo illimitato del servizio. Infatti il titolo ha una scadenza variabile tra un minimo stabilito dalla legge di 75 minuti ad un massimo illimitato stabilito dalla società che ha rilasciato il ticket. Aspetto molto importante che spesso viene sottovalutato è il fatto che non basta acquistare il biglietto per poter usufruire del servizio di trasporto richiesto. Dopo averlo comperato, infatti, è necessario timbrarlo in una macchina apposita (detta validatore), generalmente situata all'interno del mezzo, ma molto spesso presente anche presso le relative fermate o stazioni. Dal momento della timbratura il titolo di viaggio è valido e da questo momento avviene il calcolo dei minuti di scadenza
Alcuni titoli di viaggio non devono essere vidimati: ad esempio, non si devono timbrare i biglietti ferroviari per treni nei quali la prenotazione è obbligatoria. Nel biglietto sono riportati numero del treno, orario e tratta di percorrenza, dati che impediscono di usare il biglietto due volte, anche se non è vidimato. In generale, possono non essere vidimati i titoli di viaggio associati ad una certa tratta e orario di percorrenza, o direttamente al mezzo di trasporto e al posto prenotato.
I soggetti deputati alla controlleria possono agire in collaborazione con agenti delle forze di polizia ovvero obbligare i trasgressori a scendere dal mezzo di trasporto. I controllori rivestono la qualifica di pubblici ufficiali. Ai fini della qualifica di pubblico ufficiale non è giuridicamente rilevante il fatto che il controllore abbia un rapporto di lavoro dipendente con una società di diritto privato, ma il fatto che essi sono muniti di poteri autoritativi e certificativi e svolgenti una funzione amministrativa disciplinata da norme di diritto pubblico. 

Il mancato pagamento delle sanzioni può comportare una denuncia per il reato di insolvenza fraudolenta.
Il passeggero sprovvisto di un valido titolo di viaggio può essere obbligato a scendere dal mezzo di trasporto, perde il diritto al rimborso del titolo di viaggio non pienamente fruito, fatto salvo il diritto del vettore di trasporti al risarcimento del danno patito dalla condotta. In alcuni casi, la facoltà di escludere dal trasporto persone o cose è limitata a passeggeri maggiorenni e motivata dal fatto che la loro condotta compia atti tali da compromettere la sicurezza e regolarità del servizio, nonché l'incolumità degli altri viaggiatori.
Se i controllori non rivestono la qualifica di pubblici ufficiali, i possessori di titolo di viaggio possono legittimamente rifiutarsi di esibire un documento di identità e non possono essere ovviamente perquisiti, perché il personale preposto possa emettere le contravvenzioni. Dal 2015, alcune regioni italiane come il Piemonte e la Puglia hanno attribuito ai controllori la qualifica di agente di polizia amministrativa (diversi da quelli di polizia giudiziaria), invece della precedente qualifica di «incaricato di pubblico servizio» tutelato solo nel momento in cui compila li verbale della multa, con il potere-dovere di chiedere ai trasgressori di esibire un documento di identità. 
Dall'ammenda all'aggressione, il verbale redatto dal controllore non ha alcuna efficacia probatoria nel caso in cui il trasgressore abbia dato riferimenti sbagliati. L'onere della prova spetta all'azienda di trasporto pubblico che deve provare sia l'identità di chi ha commesso l'infrazione, sia di aver notificato la contravvenzione: se è errato l'indirizzo, manca l'elemento della notifica; se viene dato un nominativo falso, manca l'identificazione del trasgressore. 

Tuttavia, se i viaggiatori dovessero rifiutarsi di fornire i propri dati, non avendo la qualifica di polizia giudiziaria, i controllori non potranno perquisirli, trattenerli, fermarli o accompagnarli presso gli uffici di Polizia o verificare in alcun modo l'identità dei passeggeri. Invece, il titolo di "giurato" attribuirebbe al verificatore la qualifica di agente di polizia giudiziaria e la legalità ai verbali dallo stesso redatti.
I controllori di alcune aziende di trasporto erano autorizzati a fotografare la contravvenzione insieme al documento di identità, in modo da provare la trasgressione e la "notifica sul posto", con obbligo di farla firmare al trasgressore stesso. Un secondo elemento di prova è dato dall'installazione di telecamere a circuito chiuso a bordo dei mezzi pubblici. 
Il ddl DelRio di riforma del trasporto pubblico locale prevede che le aziende di trasporto possano adottare per i controlli personale esterno "addestrato" e formato quali vigilantes e guardie giurate, oppure pagare un servizio di polizia in affiancamento al proprio personale di servizio.

## Innovazioni
Una serie di innovazioni permettono di superare il tradizionale titolo di viaggio cartaceo.
Alcune aziende, soprattutto per i biglietti di bus e tram, hanno introdotto nei biglietti cartacei una banda magnetica che viene letta dalla obliteratrice, in modo da evitare che il titolo di viaggio possa essere vidimato più volte di quelle consentite.
Altre, come Trenitalia, permettono di sostituire il biglietto cartaceo con un codice di pagamento, che viene comunicato al personale di bordo prima della partenza, e che servirà a dimostrare il regolare acquisto del titolo di viaggio.

## In Francia
Il biglietto si può acquistare di persona presso una stazione ferroviaria, un aeroporto, una stazione della metropolitana, ovvero ai distributori automatici di biglietti. Più di recente è apparsa la vendita di biglietti on-line, accompagnati in alcuni casi da un codice identificativo privo di stampa cartacea,
Il prezzo può essere determinato in base alla distanza percorsa e alla classe di trasporto utilizzata quando non è in modo forfettario per linea o sezione di linea per aerei, o consente di muoversi su una intera tratta ferroviaria.
Sconti od omaggi gratuiti sono in genere offerti su base commerciale (abbonamento, tariffa di gruppo, offerta turistica ecc.) o in base a criteri sociali (per aiutare svantaggiati, studenti, anziani ecc.), misure il cui costo è in genere sostenuto dalle autorità locali.
Il titolo può essere valido per un solo viaggio, un viaggio di ritorno, diversi viaggi successivi, o per un determinato periodo di tempo (abbonamento).
In Francia, i viaggiatori sorpresi senza un biglietto valido sono passibili di una sanzione pecuniaria, e in alcuni casi di recidiva possono essere perseguiti penalmente per legge.
I controlli sono regolati dalla legge del 15 luglio 1845 sulla Polizia delle Ferrovie, che è stata modificata dalla legge del 15 novembre 2001 in tema di sicurezza quotidiana (LSQ) che istituisce il reato di délit d'habitude per coloro che «in un periodo non superiore a dodici mesi, commettano più di dieci reati sanzionati al primo e al secondo comma dell'articolo 80-3 del Dlgs 730 del 22 marzo 1942, che non si siano conclusi in una transazione economica ai sensi dell'articolo 529-3 del codice di procedura penale. Il délit d'habitude è punibile con una pena detentiva».
La Commission nationale de l'informatique et des libertés (autorità per la privacy) ha emanato nel 2007 una autorizzazione unica per l'elaborazione automatica dei dati personali e sensibili raccolti da «organismi di diritto pubblico o privato che realizzano un servizio di trasporto pubblico» ai fini della «gestione delle infrazioni».
Si noti che il possesso di un titolo di trasporto valido offre ai viaggiatori diritti legali. Infatti, il vettore è tenuto a trasportare il passeggero alla sua destinazione in modo sicuro, avendo il vettore l'onere di provare la eventuale responsabilità del passeggero.